# Solmussa
Solmussa – singel fińskiego rapera Pikku G z gościnnym udziałem BEHM wydany 1 grudnia 2017 roku przez Warner Music Finland. Singel został odnotowany na pierwszym miejscu fińskiej listy przebojów.

## Lista utworów
- Digital download (1 grudnia 2017)[1]

1. „Solmussa” – 3:11

## Wydanie
Singel został wydany 1 grudnia 2017 roku przez Warner Music Finland, a 11 grudnia został opublikowany 30 sekundowy fragment utworu.

## Pozycje na listach
| Państwo   | Lista (2017/2018) | Najwyższa pozycja |
| --------- | ----------------- | ----------------- |
| Finlandia | Top 20 Singles    | 1                 |